# Памятник Т-34 (Минск)
Памятник танку Т-34 в Минске— памятник в Минске на постаменте у Дома офицеров по улице Красноармейская, дом № 3.
Ещё в 1945 году этот советский танк Т-34-85 (1944 года выпуска, утверждается, что был найден в лесу под Минском в окружении трёх сгоревших «Тигров») стоял перед входом на выставку трофейного вооружения в Минске на площадке за Окружным Домом Красной Армии, в бетоне были выбиты слова Александра Невского: «Кто с мечом к нам придет, от меча и погибнет». Через три года выставку закрыли, технику пустили на перевалку, а танк передали в Белорусский государственный музей истории Великой Отечественной войны, и он стоял на пустыре у музея.
В 1952 году этот танк был установлен на постамент у Дома офицеров.
Первоначально на танке-памятнике не было отличительных знаков, кроме Красной звезды.
На постаменте были слова из приказа об учреждении в 1946 году Дня танкиста и относившиеся ко всем танкистам Великой Отечественной войны:
На полях сражений советские танкисты показали беспримерное мужество и с честью выполнили свой долг перед Родиной.И. В. Сталин
В 1960-х надпись убрали. Вместо неё появилась «Золотая Звезда» Героя Советского Союза, установили табличку в память о воинах-танкистах.
В 1970-х монумент отреставрировали. Сделали новую надпись, посвящённую воинам 4-й танковой бригады, которые первыми ворвались в Минск 3 июля 1944 года, освобождая его от немецко-фашистских захватчиков. Тогда же танк-памятник обрёл бортовой номер Л-145, который принадлежал танку экипажа младшего лейтенанта Дмитрия Фроликова, который, как считается первый ворвалась в Минск — первым сообщил по радиосвязи, что находится в городе. До Дня Победы Дмитрий Фроликов не дожил, погиб в Восточной Пруссии 2 февраля 1945 года. Уничтожена была и его тридцатьчетвёрка с номером Л-145.